# هشام بوشيشة
هشام بوشيشة (مواليد 19 مايو 1989) رياضي جزائري متخصص في سباق 3000 متر حواجز. مثّل بلاده في بطولة العالم 2013 و2015 ووصل إلى النهائي في المرة الثانية.
في 2 مايو 2021، اقتطع هشام بوشيشة تأشيرة التأهل لأولمبياد طوكيو 2020 بعد تمكنه من  تحقيق الحدّ الادنى المطلوب في اختصاص الـ 3000 متر موانع  خلال التجمع الدولي  لمدينة مرسين التركية. وقد سجل 8د 15ثا، محسنا رقمه الشخصي وبذلك يصير الجزائري الثاني والثلاثين والرابع في تخصص ألعاب القوى الذي يتأهل للألعاب الأولمبية الصيفية 2020 بطوكيو.

## سجل المنافسة
| العام            | المسابقة                                         | المكان           | المركز           | ملاحظة           |                      |
| منافس من الجزائر | منافس من الجزائر                                 | منافس من الجزائر | منافس من الجزائر | منافس من الجزائر | منافس من الجزائر     |
| ---------------- | ------------------------------------------------ | ---------------- | ---------------- | ---------------- | -------------------- |
| 2013             | ألعاب قوى في ألعاب البحر الأبيض المتوسط 2013 ‏    | مرسين            | السابع           | 3000 م موانع     | 8:33.38              |
| 2013             | بطولة العالم لألعاب القوى 2013                   | موسكو            | 20th (h)         | 3000 م موانع     | 8:28.56 [الإنجليزية] |
| 2013             | ألعاب القوى في دورة ألعاب التضامن الإسلامي 2013 ‏ | فلمبان           | الخامس           | 3000 م موانع     | 8:48:71              |
| 2015             | بطولة العالم لألعاب القوى 2015                   | بكين             | 14th             | 3000 م موانع     | 8:33.79 [الإنجليزية] |
| 2015             | ألعاب قوى في ألعاب عموم إفريقيا 2015 ‏            | برازافيل         | التاسع           | 3000 م موانع     | 8:38.92              |
| 2016             | ألعاب القوى في الألعاب الأولمبية الصيفية 2016    | ريو دي جانيرو    | 24th (h)         | 3000 م موانع     | 8:33.61              |
| 2017             | بطولة العالم لألعاب القوى 2017                   | لندن             | 20th (h)         | 3000 م موانع     | 8:30.01 [الإنجليزية] |
| 2018             | ألعاب قوى في ألعاب البحر الأبيض المتوسط 2018 ‏    | طركونة           | السابع           | 3000 م موانع     | 8:40.43              |
| 2021             | الألعاب الأولمبية الصيفية 2020                   | طوكيو            |                  | 3000 م موانع     |                      |

## روابط خارجية
- هشام بوشيشة على موقع الاتحاد الدولي لألعاب القوى (الإنجليزية)
- هشام بوشيشة على موقع أوليمبيديا (الإنجليزية)